# Провинција Мимасака
Мимасака (јап. 美作国) је једна од 66 историјских провинција Јапана, која је постојала од почетка 8. века (закон Таихо из 703. године) до Мејџи реформи у другој половини 19. века. Мимасака се налазила на западном делу острва Хоншу, без изласка на море.
Царским декретом од 29. августа 1871. све постојеће провинције замењене су префектурама. Територија Мимасаке одговара североисточном делу данашње префектуре Окајама.

## Географија
Мимасака је била једина континентална провинција у западном Јапану. Граничила се на северу са провинцијама Хоки и Инаба, на истоку са провинцијом Харима, на југу са провинцијом Бизен, а на западу са провинцијом Бичу.